# Metro van Valparaíso
De metro van Valparaíso is een openbaar vervoersnetwerk in de Chileense stad Valparaíso en diens voorsteden. De agglomeratie heeft een kleine miljoen inwoners, Valparaíso zelf zo’n 300.000. De enige lijn van het systeem verloopt in oost-westelijke richting vanaf de kust en verbindt Valparaíso, Viña del Mar, Quilpué, Villa Alemana en Limache met een frequente basis. De metro kent enkele atypische kenmerken die eerder bij S-Bahn passen, langere afstanden tussen de stations aan de oostkant en meerdere gelijkvloerse kruisingen van verkeer en metro.
De treinen gebruiken voor het merendeel een bestaande spoorlijn vanuit de haven van Valparaíso richting het oosten. De spoorwijdte van de lijn is met 1676 mm (Indisch breedspoor) gelijk aan die van het treinspoor in Chili. Eind jaren 90 werd begonnen met de renovatie van bestaande stations en de aanleg van een 5 kilometer lang ondergronds tracé in Viña del Mar. In 2005 werd de oude treindienst stopgezet en namen de X'Trapolis-metrotreinen (zie afbeelding) het stokje over.
Op weekdagen wordt tussen halfzeven en halfelf 's avonds gereden, op zaterdag en zondag vertrekt de eerste rit een uur en twee uur later respectievelijk. Niet alle treinen rijden het volledige traject. Station Penablanca en Limache kennen een lagere frequentie (zes keer per uur) dan het westelijke deel van de lijn waar eens per zes minuten gereden wordt. De uitvoering van de diensten is in handen van Metro Regional de Valparaíso S.A., een dochteronderneming van het staatsspoorwegbedrijf van Chili. 

## Lijn 1
| # | Eindstations     | Geopend | Lengte | Stations |
| - | ---------------- | ------- | ------ | -------- |
| 1 | Puerto - Limache | 2005    | 43 km  | 20       |

## Galerij

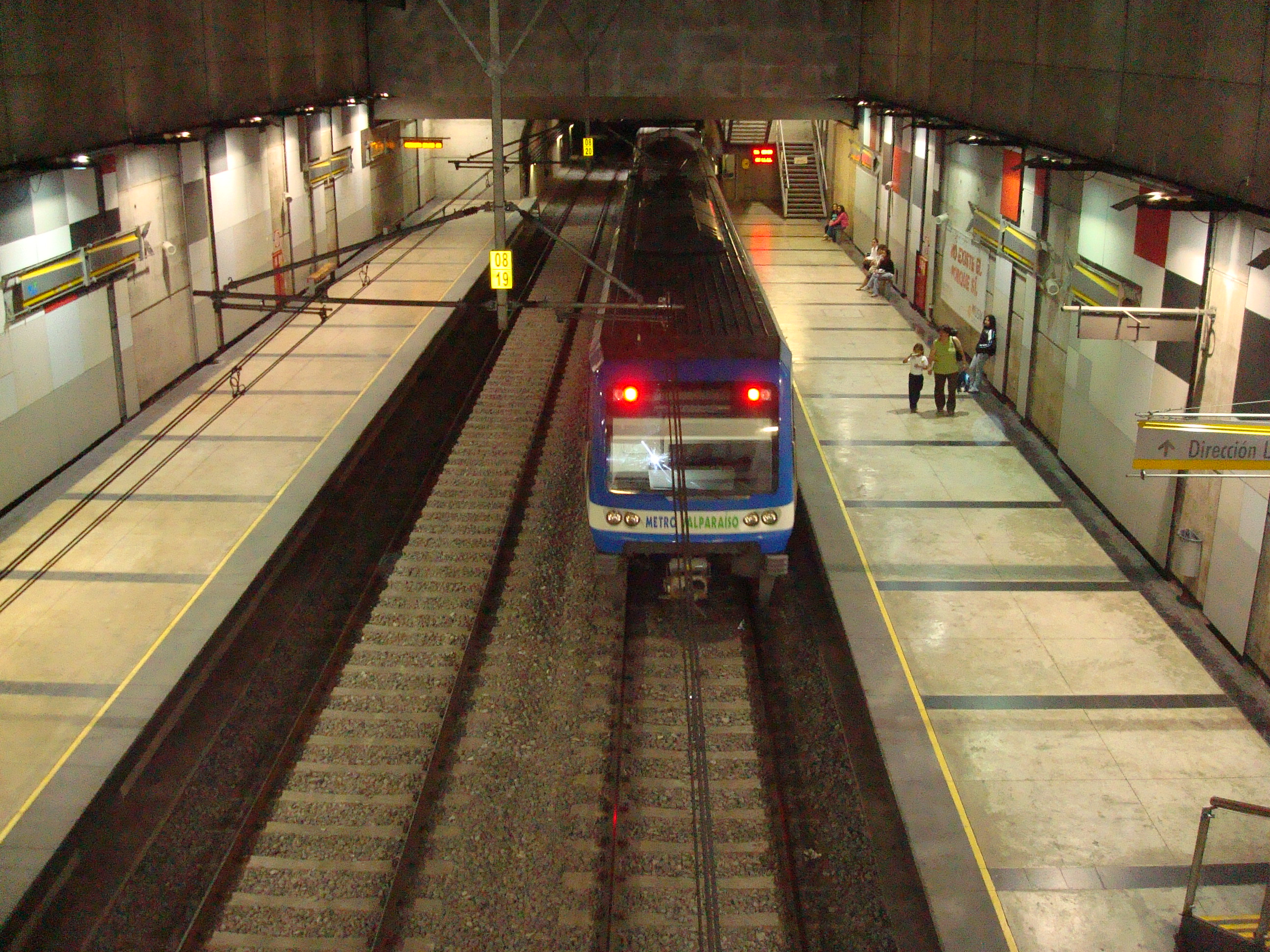
Station Viña del Mar
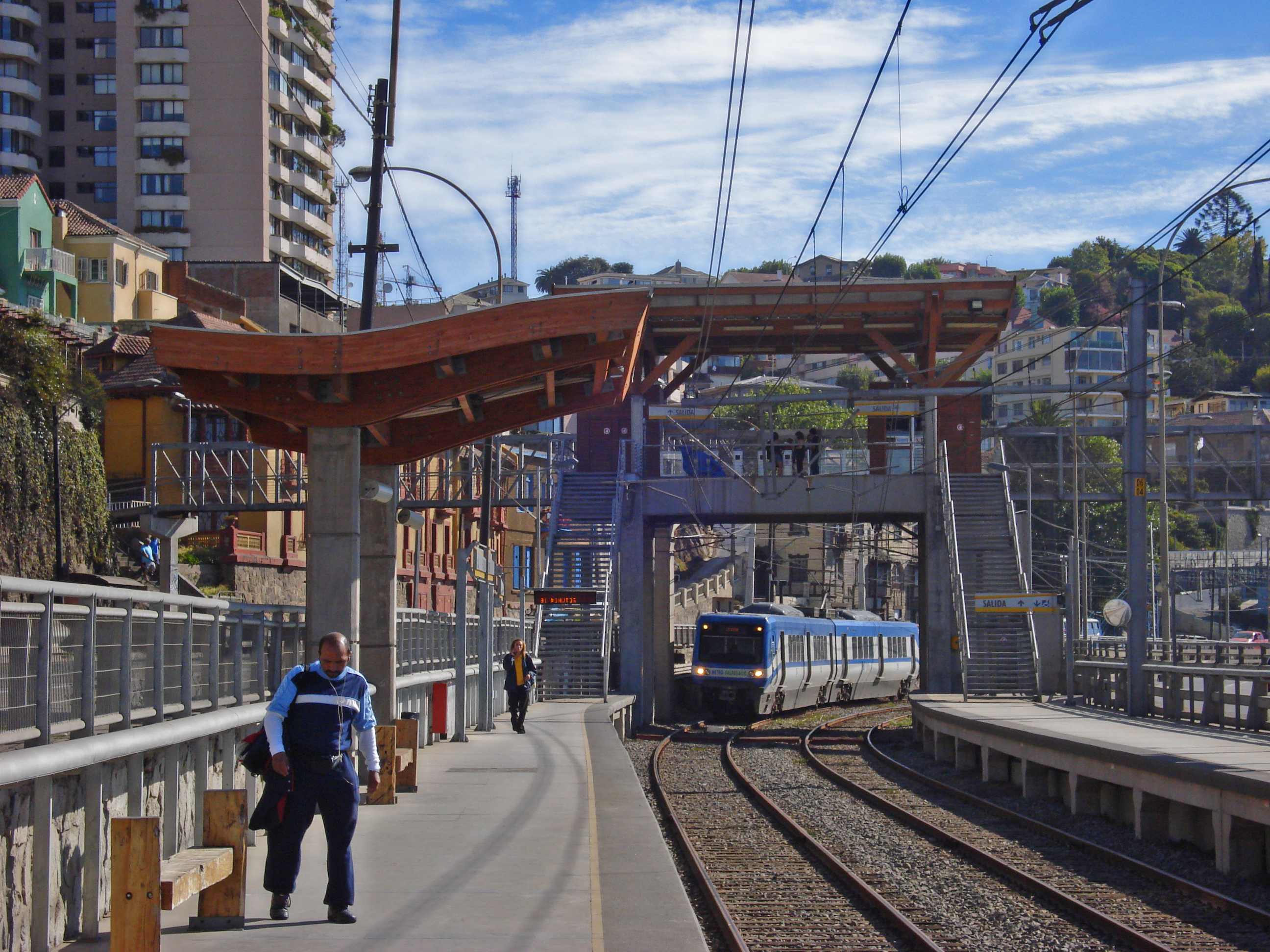
Station Recreo, Viña del Mar
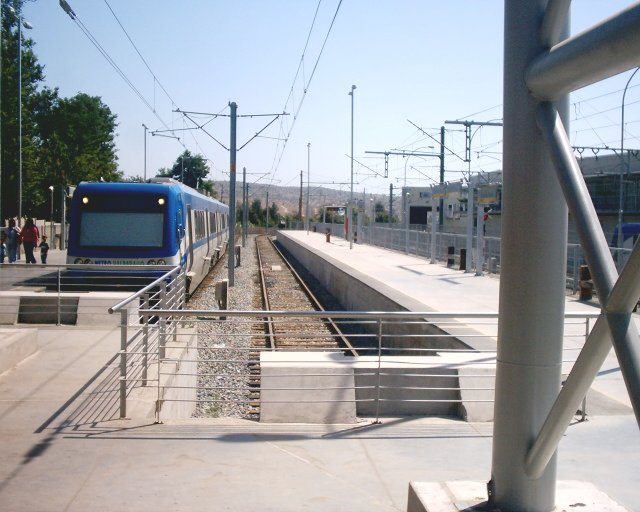
Het oostelijke eindstation, Limache
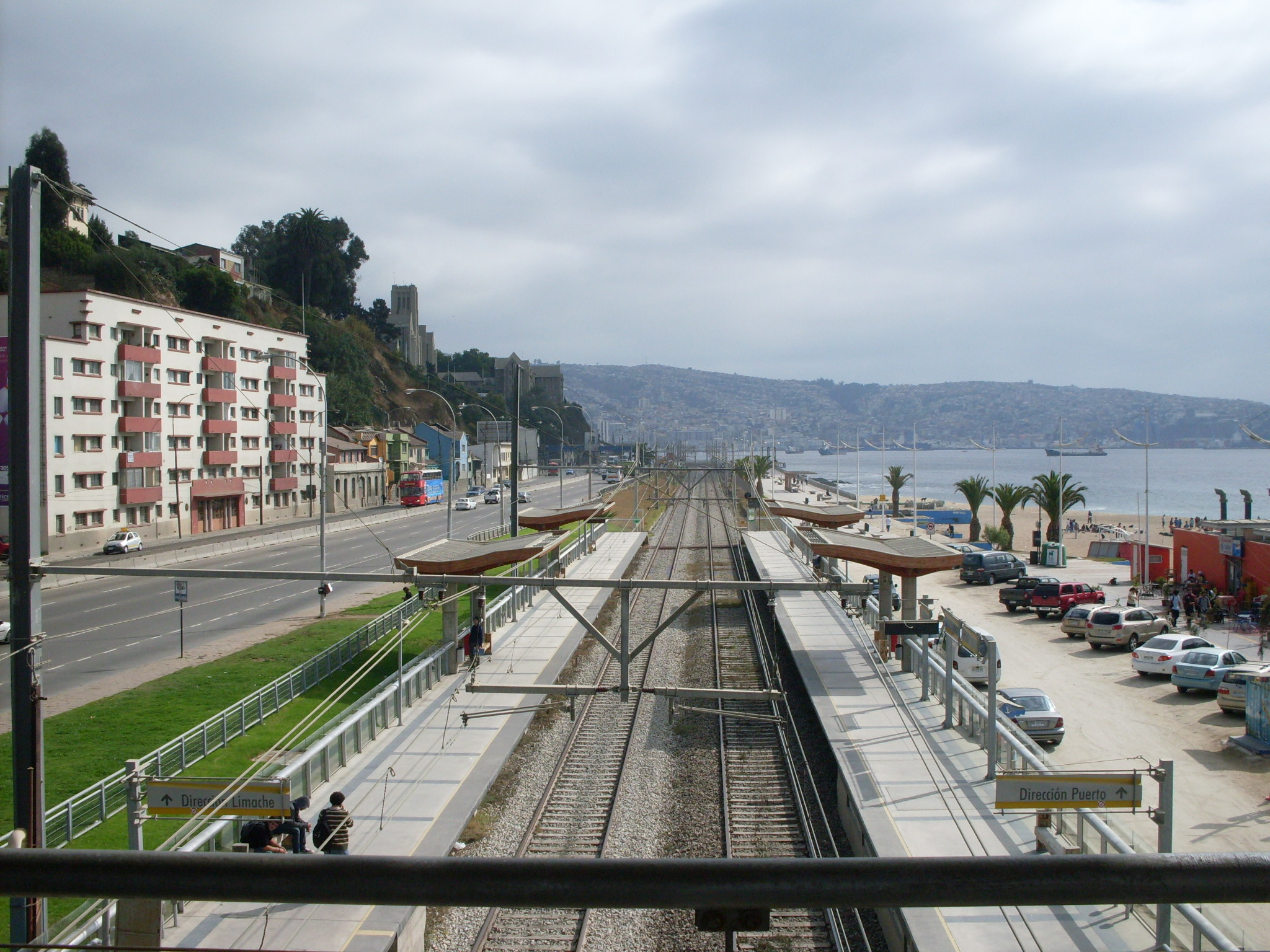
Station Portales
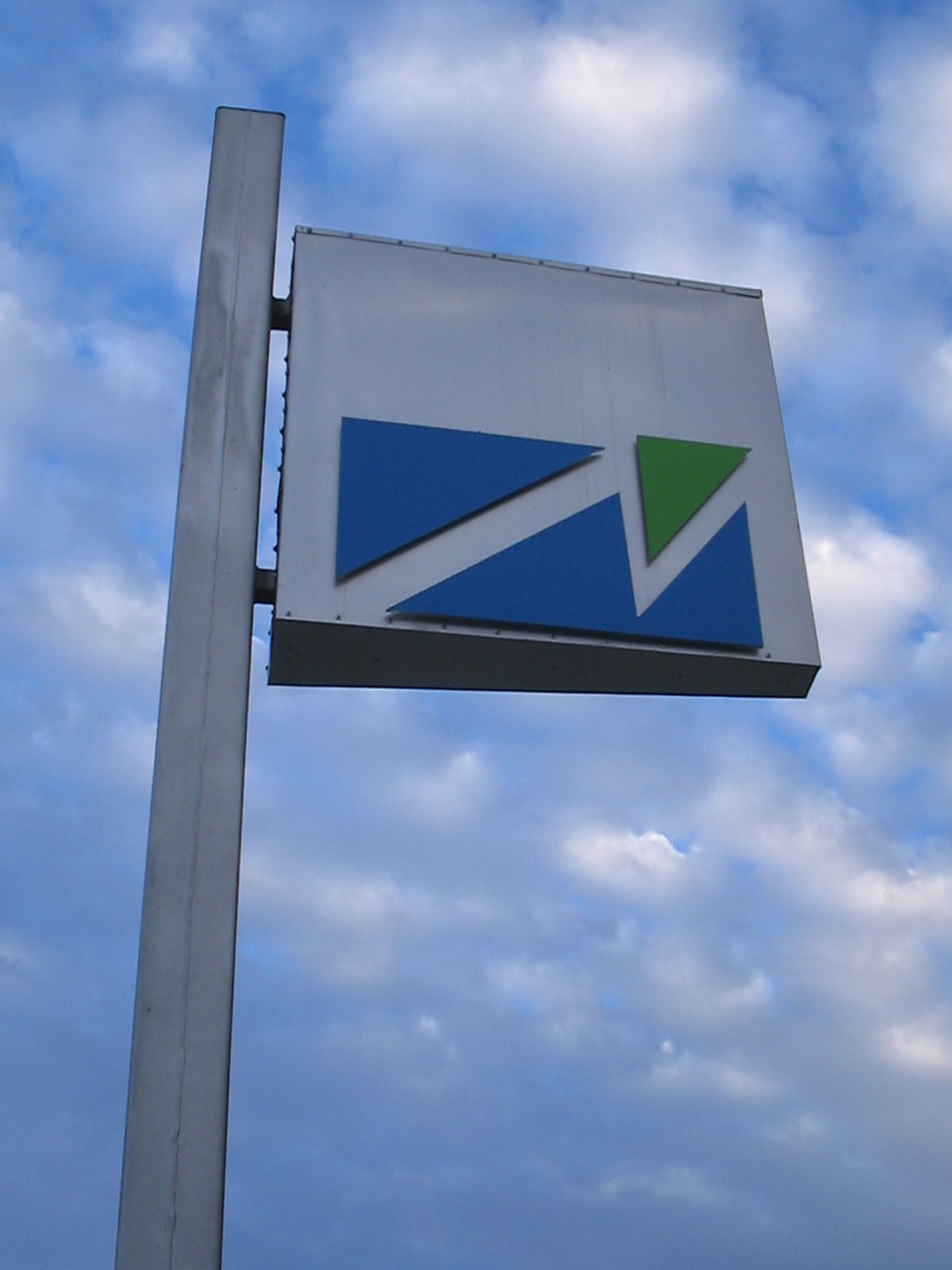
Het symbool van de metro